# Clastoptera bimaculata
Clastoptera bimaculata is een halfvleugelig insect uit de familie Clastopteridae. De wetenschappelijke naam van deze soort is voor het eerst geldig gepubliceerd in 1900 door Baker.